# District de Balod
Le district de Balod (hindi : बालोद जिला) est un district de l'état du Chhattisgarh, en Inde.

## Géographie
Au recensement de 2011, sa population compte 826 165 habitants.
Son chef-lieu est la ville de Balod. 